# Ampithoe sectimanus
Ampithoe sectimanus är en kräftdjursart som beskrevs av Chris Conlan och Edward Lloyd Bousfield 1982. Ampithoe sectimanus ingår i släktet Ampithoe och familjen Ampithoidae. Inga underarter finns listade i Catalogue of Life.